# Ebbets Field

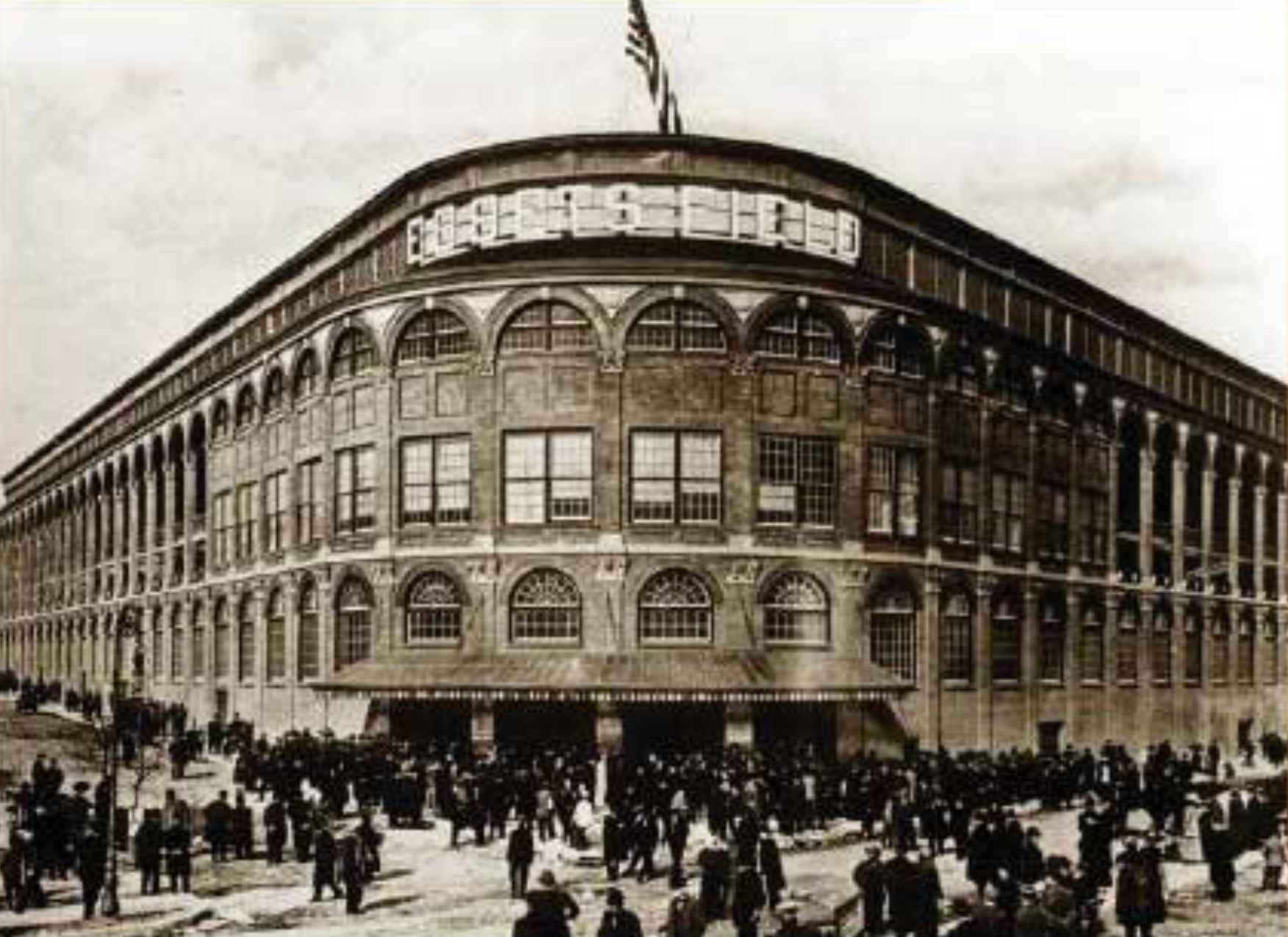
Ebbets Field, bild från invigningsåret 1913.

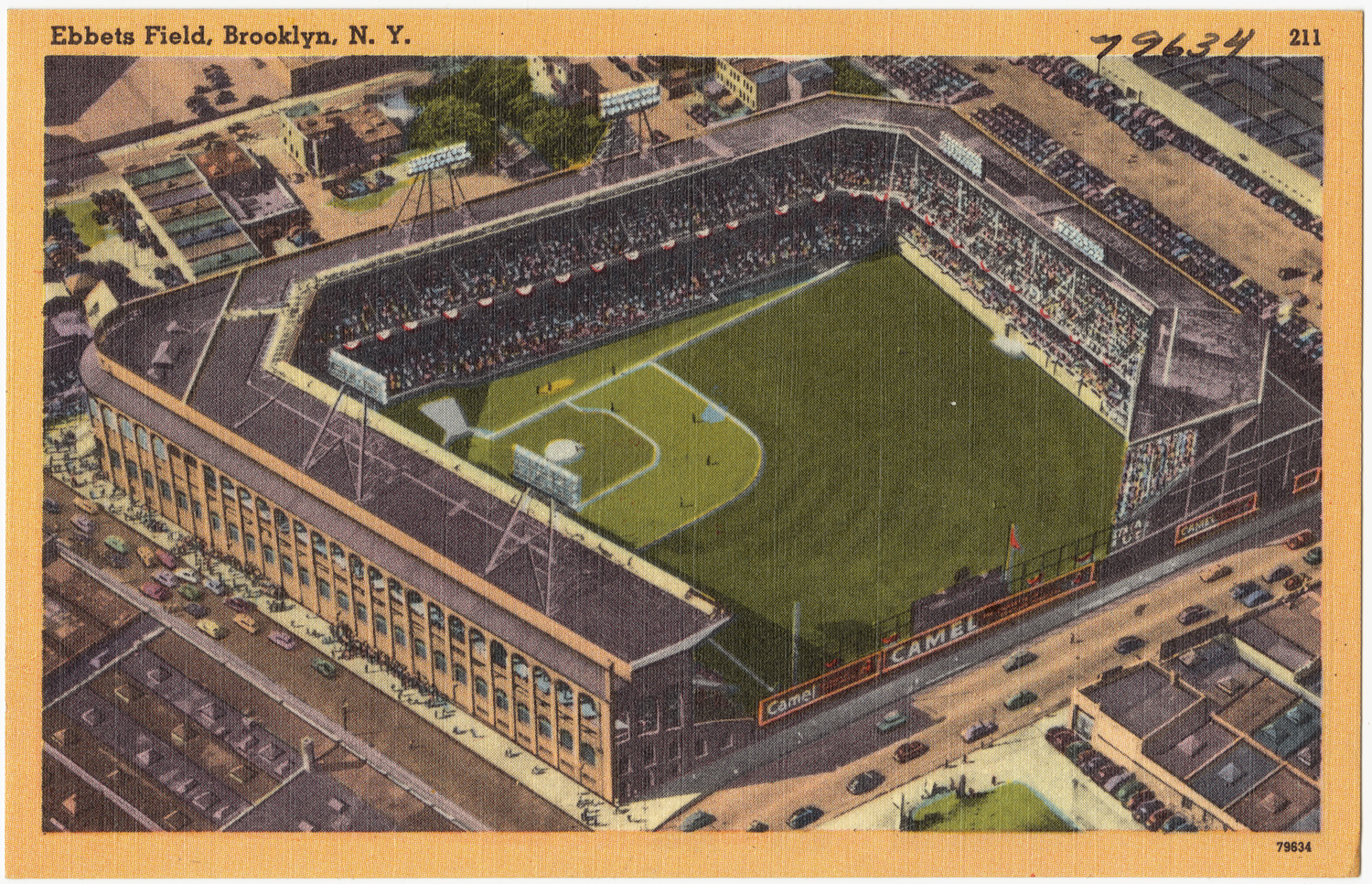
Vykortsbild över Ebbets Field från 1930-talet.

Ebbets Field var en basebollarena i Brooklyn i New York i USA. Arenan var hemmaarena för Major League Baseball-klubben Brooklyn Dodgers från 1913 till 1957.

## Bakgrund
Ebbets Field byggdes av Dodgers ägare Charlie Ebbet. Ursprunglig publikkapacitet var cirka 25 000 åskådare, vilket utökades till 35 000 åskådare 1932.
Dodgers hade blandade framgångar genom åren men upplevde något av en guldålder på 1950-talet med flera framträdanden i World Series inklusive en seger 1955. Arenan i Brooklyn var dock gammal och sliten och räckte inte till för intresset. Långa diskussioner fördes med politikerna om olika alternativ för en ny arena men ingen lösning nåddes. Samtidigt verkade basebolligan MLB för en spridning av sporten som saknade klubbar väster om Mississippifloden. 
Efter 1957 års säsong såldes Dodgers till en grupp investerare i Los Angeles och blev Los Angeles Dodgers, en flytt som var mycket kontroversiell för Brooklyns basebollfans. Även lokalkonkurrenten i National League New York Giants flyttade samma år och blev San Francisco Giants.
Utöver baseboll utövades även andra sporter i viss omfattning på Ebbets Field, till exempel amerikansk fotboll och den europeiska varianten av fotboll. Som kuriosa kan nämnas att svenska Djurgårdens IF spelade en uppvisningsmatch på Ebbets Field mot Liverpool FC 1948, som Liverpool vann med 3-2.

## Eftermäle
Ebbets Field revs 1960. Platsen är i dag bebyggd med butiker och bostäder. Arenan har dock levt kvar i minnet hos de nostalgiska New York-borna. Dodgers och Giants ersattes efter ett par år av New York Mets i National League. Mets nya arena, Citi Field, som stod färdig 2009, har byggts för att efterlikna Ebbets Field.